# Radula cavifolia
Radula cavifolia là một loài rêu trong họ Radulaceae. Loài này được Hampe mô tả khoa học đầu tiên năm 1845.